# Абдулла Аль-Булуші
Абдулла Аль-Булуші (араб. عبد الله البلوشي, нар. 16 лютого 1960) — кувейтський футболіст, що грав на позиції півзахисника за клуб «Аль-Арабі» (Кувейт), а також національну збірну Кувейту, у складі якої був володарем кубка Азії 1980 року та учасником чемпіонату світу 1982 року.

## Клубна кар'єра
У дорослому футболі дебютував 1979 року виступами за команду клубу «Аль-Арабі» (Кувейт), кольори якої і захищав протягом усієї своєї кар'єри гравця, що тривала одинадцять років.

## Виступи за збірну
1979 року дебютував в офіційних матчах у складі національної збірної Кувейту. Наступного року став володарем домашнього для катарців кубка Азії 1980 року, а також був учасником футбольного турніру Олімпійських ігор 1980 року, де азійська команда подолала груповий етап, проте у чвертьфіналі мінімально з рахунком 1:2 поступилася господарям турніру, збірній СРСР.
Згодом був учасником чемпіонату світу 1982 року в Іспанії, де взяв участь в усіх трьох матчах збірної на груповому етапі змагання та став автором одного з двох її голів на турнірі, забивши м'яч у ворота збірної Франції у грі, що завершилася поразкою азійців з рахунком 1:4. Ще за два роки був учасником кубка Азії 1984 року в Сінгапурі, на якому команда здобула бронзові нагороди.

## Титули і досягнення
- Срібний призер Азійських ігор: 1982
- Бронзовий призер Кубка Азії: 1984